# Ufficio Ricerca Fondi Musicali
L’Ufficio Ricerca Fondi Musicali (URFM) è un ufficio della Biblioteca Nazionale Braidense di Milano che ha il compito di ricercare e catalogare ogni musica stampata o manoscritta anteriore al 1900 esistente in Italia, dovunque si trovi: in biblioteche pubbliche e private, in chiese, conventi, scuole. Il fine di tale impresa è anzitutto quello di salvare dalla dispersione e dalla distruzione un immenso patrimonio culturale e artistico in un campo, quello della musica, in cui l'Italia ebbe un ruolo di eccellenza nel mondo, e poi quello di rendere questo patrimonio fruibile ai musicisti e agli studiosi.

## Storia
L'URFM  fu fondato dal Ministero della Pubblica Istruzione nel 1965 da Claudio Sartori e Mariangela Donà per ospitare una ricerca finanziata dal Consiglio Nazionale delle Ricerche, con un contributo annuale fino al 1998.
La ricerca fu diretta da Claudio Sartori, ideatore del progetto, dal 1965 al 1981 e da Mariangela Donà dal 1981 al 1998. L'ufficio a partire dal 1978 è ospitato dal Conservatorio di musica “G. Verdi” di Milano.
Il catalogo è suddiviso in due settori: musiche stampate (circa 164.000 schede) e musiche manoscritte (circa 168.000). Il catalogo della musica stampata è stato informatizzato e  interamente trasferito nella base dati del Servizio Bibliotecario Nazionale, SBN. Il catalogo dei manoscritti musicali è stato digitalizzato ed è disponibile via web.
Oltre al catalogo delle musiche stampate e manoscritte l'URFM elaborò anche il catalogo dei libretti italiani a stampa dalle origini al 1800 conservati in ogni parte del mondo, ideato e diretto da Claudio Sartori.
Altri cataloghi minori sono: il catalogo della corrispondenza di musicisti, un catalogo di letteratura musicale e le schede originali del catalogo di Claudio Sartori dei libretti italiani stampati prima del 1800.
Nell'ambito dei suoi compiti, l'Ufficio collabora con l'Istituto Centrale per il Catalogo Unico per il mantenimento del materiale musicale in SBN, per lo sviluppo dei formati standard per la musica, delle norme di catalogazione della musica e per l'anagrafe delle biblioteche musicali italiane.
A livello internazionale, collabora con la IAML (International Association of Music Libraries) nel mantenimento dei codici UNIMARC per il materiale musicale, con il RILM (Répertoire International de Littérature Musicale), ospitandone la branca italiana, e con il RISM (Répertoire International des Sources Musicales), per la catalogazione dei manoscritti musicali e il mantenimento delle sigle internazionali delle biblioteche musicali.
Dal 2009 l'URFM è destinatario del deposito legale della copia della musica a stampa pubblicata in Provincia di Milano.
L'iniziativa dell'URFM segnò l'aprirsi di una pagina nuova negli interessi e nell'attività degli studiosi di musicologia in Italia. Sulle orme dell'URFM in molte regioni italiane si costituirono associazioni volontarie aventi per scopo la ricerca e la catalogazione di fondi musicali. Fra queste anzitutto l'IBIMUS di Giancarlo Rostirolla a Roma, che si affiancò all'URFM nella collaborazione al RISM.